# 조지 왕

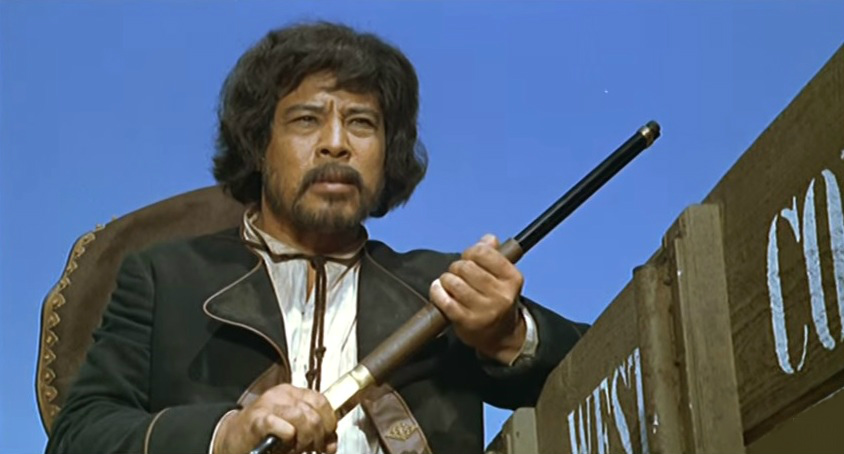

조지 왕(George Wang, 1918년 11월 12일 ~ 2015년 3월 27일)은 중화민국의 연극 배우, 영화배우, 텔레비전 배우이다.
단둥시에서 태어났으며 타이베이시에서 사망하였다. 사인은 심부전이다.

## 영화
- 찰리와 써니 (1973년)
- 내 이름은 상하이 조 (1972년)
- 로마 베네 (1971년)
- 테페라 (1968년)
- 용의자 (1967년)
- 현상금 사냥꾼 (1966년) - 밍고 / 마체테 역
- 닥터 골드풋 (1966년)
- 더 몽골스 (1961년)